# Référendum de 2020 sur l'élection du gouverneur en deux tours au Mississippi
Un référendums sur l'élection du gouverneur en deux tours a lieu le 3 novembre 2020 au Mississippi. La population est amenée à se prononcer sur un amendement constitutionnel d'origine parlementaire, dit Mesure 2, visant à instaurer le scrutin uninominal majoritaire à deux tours pour l'élection du gouverneur du Mississippi. 
Le mode de scrutin alors en vigueur est celui du scrutin uninominal majoritaire à un tour avec pour condition une majorité relative des suffrages dans une majorité absolue des 122 districts utilisés pour l'élection des membres de la Chambre des représentants. À défaut, l'élection est confiée en dernier ressort à cette dernière.
Le scrutin majoritaire à deux tours consiste en l'élection au premier tour du candidat ayant recueilli la majorité absolue des suffrages au niveau de l'État entier. À défaut, les deux candidats arrivés en tête s'affrontent lors d'un second tour, et celui recueillant le plus de suffrages est déclaré élu.
L'amendement est approuvé à une très large majorité, et mis en œuvre pour l'élection gouvernorale de 2023.

## Résultats
| Choix                     | Votes     | %     |
| ------------------------- | --------- | ----- |
| Pour                      | 984 788   | 79,28 |
| Contre                    | 257 314   | 20,72 |
|                           |           |       |
| Votes valides             | 1 242 102 | 93,82 |
| Votes blancs et invalides | 81 885    | 6,18  |
| Total                     | 1 323 987 | 100   |
| Abstention                |           |       |
| Inscrits/Participation    |           |       |

| Votes Pour (79,28 %) |  |  | Votes Contre (20,72 %) |
| ▲                    |  |  |                        |
| Majorité absolue     |  |  |                        |